# Скоттс-Блафф (округ, Небраска)
Шаблон:StateAbbr_ 41°51′ пн. ш. 103°43′ зх. д. / 41.85° пн. ш. 103.71° зх. д.
Округ Скоттс-Блафф (англ. Scotts Bluff County) — округ (графство) у штаті Небраска, США. Ідентифікатор округу 31157.

## Історія
Округ утворений 1888 року.

## Демографія
За даними перепису
2000 року
загальне населення округу становило 36951 осіб, зокрема міського населення було 24525, а сільського — 12426.
Серед мешканців округу чоловіків було 17625, а жінок — 19326. В окрузі було 14887 домогосподарств, 10170 родин, які мешкали в 16119 будинках.
Середній розмір родини становив 2,97.
Віковий розподіл населення поданий у таблиці:
| Стать    | До 15 років | 15-21 | 22-29 | 30-39 | 40-49 | 50-65 | 65-85 | Понад 85 |
| -------- | ----------- | ----- | ----- | ----- | ----- | ----- | ----- | -------- |
| Чоловіки | 3916        | 1846  | 1584  | 2219  | 2691  | 2743  | 2380  | 246      |
| Жінки    | 3905        | 1834  | 1700  | 2315  | 2870  | 2965  | 3097  | 640      |

## Суміжні округи
- Сіу — північ
- Бокс-Б'ютт — північний схід
- Моррілл — схід
- Беннер — південь
- Гошен, Вайомінг — захід